# Mi primer amor
Mi primer amor é uma telenovela mexicana, produzida pela Televisa e exibida em 1973 pelo El Canal de las Estrellas.
É uma adaptação da telenovela brasileira O Primeiro Amor de Walther Negrão, exibida em 1972 pela Rede Globo.

## Elenco
- Sonia Furió - Paula
- Raúl Ramírez - Gerardo
- María Douglas - Virginia
- Ofelia Guilmáin - Doña Julia
- Juan Ferrara - Mauricio
- Ana Martín - Baby
- Carlos Piñar - Rafael
- Rafael Baledón - Vicente
- Diana Bracho - Elena
- Gregorio Casal - Héctor
- Edith González - Lucía
- Fernando Borges - Ruy
- Octavio Galindo - Elio
- Freddy Fernández - Javier
- Fernando Balzaretti - Ricardo
- Celia Manzano - Doña Mercedes
- Nadia Milton - Consuelo
- Cristina Moreno - Gloria
- Héctor Cruz - Salas
- Luis Aragón - Francisco
- Rosenda Monteros - Juana